# 血管炎症候群
血管炎症候群（けっかんえんしょうこうぐん、英: vasculitis syndrome ）は、自己免疫疾患の一群で、主として血管に炎症の主座がある症候群。
血管のみが冒されるわけではなく、他の臓器にも病変がみられることもある。
多くは慢性疾患である。血管は全身に分布している為、全身性疾患である事が多い。膠原病の一種に分類されるが、全身性エリテマトーデス(SLE)や関節リウマチ(RA)、シェーグレン症候群などに随伴する二次性血管炎以外は抗核抗体は診断に影響しない。
日本では、特定疾患（難病）として、国や都道府県による医療費支援制度の対象となっている疾患もある。

## 血管炎の分類
血管炎の分類には臨床症状の組み合わせから行う場合、血液検査、病理（肉芽腫の有無）、感染症、腫瘍といった病因といった分類法も知られているが血管炎はそのおかす血管のサイズが決まっている事から障害する血管の大きさによって分類することが多い。血管の大きさは臓器によって異なり、腎臓ならば腎動脈などは大血管、弓状動脈は中血管、細動脈、糸球体は小血管とする場合が多い。

### 大血管炎
大血管を選択的に傷害するものである。高安動脈炎(TA)、巨細胞性動脈炎(GCA)があげられる。
コーガン症候群ではいずれのサイズの血管でも病変を起こしうるが、大血管炎の合併が多い。

### 中血管炎
中小動脈を傷害するものである。結節性多発動脈炎(PAN)、川崎病(KD)、中枢神経限局性血管炎（原発性肉芽腫性中枢神経系血管炎 PACNS）などがあげられる。

### ANCA関連小血管炎
好酸球性多発血管炎性肉芽腫症(EGPA,旧称アレルギー性肉芽腫性血管炎,チャーグ・ストラウス症候群;CSS）、多発血管炎性肉芽腫症（GPA, 旧称ウェゲナー肉芽腫症;WG）、顕微鏡的多発血管炎(MPA)があげられる。

### 免疫複合体性小血管炎
小動脈、小静脈などの主に小血管の血管壁に免疫グロブリンや補体成分の沈着を伴う血管炎。抗GBM抗体関連疾患（Anti-GBM Disease, 旧称 Goodpasture症候群)、クリオグロブリン血管炎(CV), IgA血管炎(IgAV)（旧称 Henoch-Schonlein紫斑病）, 低補体蕁麻疹様血管炎（抗C1q血管炎)がある。

## 血管炎を疑う臨床所見
血管炎を疑う臨床所見は血管がつぶれる、血管が破れる、全身に炎症があるという3つに集約することができる。特に血管炎と臨床上類似する疾患としては動脈硬化、心臓粘液腫、血栓症（抗リン脂質抗体症候群、血栓性血小板減少性紫斑病）、感染性心内膜炎、薬剤性血管障害などがあげられる。
血管がつぶれる
この場合は腹痛（intestinal angina）やLivedo疹、多発性単神経炎、皮膚壊死、失明、脈なし、筋肉痛、卵巣痛、睾丸痛、頭痛が起こることが知られている。
血管が破れる
この場合は紫斑（紅斑と異なり圧迫しても消えない）、喀血、動脈瘤、下血、糸球体腎炎（血尿）が起こることが知られている。
全身に炎症がある
- 多臓器疾患が認められること、発熱、倦怠感、体重減少が認められること、赤血球沈降速度、C反応性蛋白(CRP)といった炎症所見が認められることがあげられる。
  - 多発単神経炎が血管炎症候群の40%にみられる[3]。

## 検査
一部の疾患はANCA関連血管炎と呼ばれ、以下の抗好中球細胞質抗体が検出されることがある。
- PR3-ANCA(C-ANCA)：多発血管炎性肉芽腫症
- MPO-ANCA(P-ANCA)：顕微鏡的多発血管炎、アレルギー性肉芽腫性血管炎

これらANCA関連3疾患のうち肉芽腫を形成しないのは顕微鏡的多発血管炎のみである。

## 病状の評価値
- BVAS(Birmingham Vasculitis Activity Score)： バーミンガム血管炎活動性スコア。2008年のバージョンは3。
- VDI(Vasculitis Damage Index)：血管炎障害指標。非可逆的な障害の程度を表し、減少しない。

## 血管炎のマネジメント

### 大中血管炎のマネジメント
大血管炎では血管が大きいので出血、虚血が起こるのは進行してからと考えられている。皮膚の症状、胸部X線写真、尿所見の異常などが出にくいため注意しないと発見がしにくい。不明熱で若年女性ならば高安動脈炎、中年ならば結節性多発性動脈炎(PAN)、高齢者ならば巨細胞性動脈炎が疑われる場合もあるが、これらは検査を行わないとわからないことが多い。超音波検査による血流評価やMRA（磁気共鳴血管画像）による血管評価ののちに生検を行うことが多い。

### 中小血管炎のマネジメント
特に重要となる疾患はANCA関連血管炎である。具体的には顕微鏡的多発血管炎(MPA)、チャーグ・ストラウス症候群(CSS)、多発血管炎性肉芽腫症(GPA)があげられる。
ANCAを測るときはMPA、WG、CSSを疑ったときであるため、急性ないし慢性の腎障害、持続性蛋白尿、原因のはっきりしない肺陰影、喀血、紫斑、多発性単神経炎、鼻中隔穿孔を認めたら測定する。血清における陽性率はCSSで50%、WGの活動期で90%、MPAで70%であるためANCA陰性であってもANCA関連血管炎の否定はできない。腎生検などによる免疫染色は若干陽性率が上がる傾向がある。
その他の疾患も含め、紫斑の皮膚生検にてIgAの沈着が認められればアレルギー性紫斑病、C型肝炎ウイルスの感染があればクリオグロブリン血症、好酸球の増加、喘息の既往、IgE高値が認められればCSS（生検で好酸球浸潤、肉芽腫、多発性単神経炎など）、副鼻腔炎の生検で肉芽腫が認められ肺に空洞病変が認められればWGが強く疑われる。それ以外ではMPA（免疫複合体陰性の糸球体腎炎や間質性肺炎、生検で肉芽腫を認めない）が多い傾向がある。

## 治療
各疾患によって治療法が異なるが、ANCA関連血管炎ではリツキシマブの有用性が報告されている。